# Hanspeter Padrutt
Hanspeter Padrutt (* 8. Januar 1939 in Zürich) ist ein Schweizer Psychiater, Psychotherapeut und Schriftsteller. Nach seinem Medizinstudium in Wien und Zürich promovierte er 1970 mit einer Arbeit über die Abschätzung der Suizidalität. Er führt zusammen mit seiner Frau in Zürich-Hottingen eine psychotherapeutische Praxis.
1978 veröffentlichte er mit dem Diogenes-Mini-Taschenbuch Die Autopest ein Pamphlet gegen die „Auto-Mobilität“. Die Auseinandersetzung mit der Umweltschutz-Problematik setzte er in den beiden folgenden, wesentlich umfangreicheren Büchern fort: In Der epochale Winter, einer Sammlung von Essays, ausgehend von Schuberts Liederzyklus Winterreise, nach 1986 auch in einer Bühnenfassung mit Liedern unter dem Titel Blumen im Winter? aufgeführt. 1989 erhielt er für diesen Band von der Deutschen Umweltstiftung den Buchpreis „Lesen für die Umwelt“. In Und sie bewegt sich doch nicht bilden die Fragmente des vorsokratischen Philosophen Parmenides (in eigener Übersetzung) den Ausgangspunkt einer längeren Reise durch die Geschichte der westlichen Zivilisation.

## Werke
- Die Autopest. Macht uns das Auto unabhängig? Diogenes, Zürich 1978, ISBN 3-257-89032-X
- Der epochale Winter. Zeitgemäße Betrachtungen. Diogenes, Zürich 1984; als Taschenbuch 1990, ISBN 3-257-21845-1
- Und sie bewegt sich doch nicht. Parmenides im epochalen Winter. Diogenes, Zürich 1991, ISBN 3-257-01893-2

Beiträge in:
- Hanspeter Padrutt, Manfred Riedel, Harald Seubert (Hrsg.): Zwischen Philosophie, Medizin und Psychologie. Heidegger im Dialog mit Medard Boss. Böhlau, Köln 2003, ISBN 3-412-04003-7
- Herbert Eberhart, Heinz Killias (Hrsg.): Überraschung als Anstoss zu Wandlungsprozessen. Egis, Zürich 2004, ISBN 3-905680-00-9
- Gerhard Stumm et al. (Hrsg.): Personenlexikon der Psychotherapie. Springer, Wien 2005, ISBN 978-3-211-83818-1 (Print); ISBN 978-3-211-29396-6 (Online)